# Matthijs van Nieuwkerk
Matthijs van Nieuwkerk (Amsterdam, 8 september 1960) is een Nederlands journalist. Hij werd bekend bij het grote publiek met zijn talkshow De Wereld Draait Door.

## Biografie
Na het vwo studeerde Van Nieuwkerk enige tijd Nederlands aan de Universiteit van Amsterdam, maar voltooide deze studie niet. Leermeesters van Van Nieuwkerk zijn Felix Rottenberg en Mart Smeets. Ook ziet Van Nieuwkerk Willem Duys als een voorbeeld.

### Carrière
Van Nieuwkerk begon zijn journalistieke carrière bij de krant Het Parool. Samen met zijn jeugdvriend Mark van den Heuvel interviewde hij in 1984 sportmensen als de schakers Kasparov en Karpov en de voetballer Johnny Rep. Later interviewde hij schrijvers en vernieuwde hij de literatuurpagina van de krant. In 1988 werd Van Nieuwkerk redacteur bij de kunstredactie van dit dagblad. In 1996 werd hij hoofdredacteur. Onder zijn leiding werd besloten dat het toen nog landelijke dagblad zich weer volledig zou gaan richten op Amsterdam. Van Nieuwkerk werd geroemd omdat hij van het zieltogende Het Parool weer een vlotte eigentijdse krant wist te maken.
Zijn daaropvolgende hoofdredacteurschap van de Amsterdamse zender AT5 werd geen succes. Hij maakte spoedig de overstap naar Hilversum, waar hij in 2002 netcoördinator van Nederland 3 werd. Binnen zes maanden stopte hij bij deze landelijke zender, uit frustratie over de complexe omroepcultuur die de door hem gewenste veranderingen in de weg stond.
In plaats van achter de schermen, ging hij nu vóór de schermen werken. In de aanloop naar de Tweede Kamerverkiezingen van januari 2003 presenteerde hij samen met Felix Rottenberg (Partij van de Arbeid) het politieke tv-programma Nederland Kiest. De twee mochten vervolgens ook het tv-actualiteitenprogramma NOVA presenteren, maar na een conflict met de redactie stopten ze er na korte tijd weer mee.
In 2003 startte Van Nieuwkerk, samen met Wilfried de Jong, het tv-programma Holland Sport, waar ze in 2005 de Zilveren Nipkowschijf mee wonnen. In 2008 stopte hij met dit sportprogramma, om zich volledig te kunnen richten op De Wereld Draait Door (afgekort tot DWDD).
In 2004 en 2005 presenteerde Van Nieuwkerk samen met Hadassah de Boer het praatprogramma TV3 voor de NPS op Nederland 3. Dit televisieprogramma, over cultuur, media en levensstijl, werd enige tijd elke werkdag van 19.30 tot 19.55 uur rechtstreeks uitgezonden. Het kan als een voorloper van het latere De Wereld Draait Door worden gezien.
In 2019 nam hij de presentatie van het programma College Tour over van Twan Huys dit dat jaar RTL Late Night presenteerde bij RTL 4.

### De Wereld Draait Door
In oktober 2005 begon Van Nieuwkerk met het VARA-programma DWDD. In eerste instantie deelde hij de presentatie met Francisco van Jole en later met Claudia de Breij, die de maandagavond voor haar rekening nam, omdat Van Nieuwkerk die avond Holland Sport presenteerde. In 2007 won hij met DWDD de Gouden Televizier-Ring. In 2011 won hij tevens een Zilveren Nipkowschijf.
Achtereenvolgens in 2006, 2007, 2008, 2009, 2010 en 2012 werd Van Nieuwkerk genomineerd voor de Zilveren Televizier-ster. Hij heeft deze echter nooit gewonnen.
Van Nieuwkerk was per 2002 tot en met 2021 naast DWDD actief als presentator van het muzikale tv-programma Popquiz à Go-Go. Tot 2021 was ook de presentatie van het jaarlijks eind december uitgezonden Top 2000 à Go-Go in handen van Van Nieuwkerk. In deze programma's was Leo Blokhuis zijn vaste co-presentator. Ook presenteerde hij als opmaat van de stemweek van de Radio 2 Top 2000 tot 2021 de Top 2000 Quiz, waarin BN'ers werden getest op hun kennis van deze lijst.
De Wereld Draait Door werd een van de best bekeken Nederlandse tv-programma's. Er gingen geruchten over een overstap van Van Nieuwkerk naar RTL, maar dit ontkende hij, met als reden dat hij van DWDD 'een monumentje' wilde maken.
In maart 2011 presenteerde Van Nieuwkerk Je Mist Meer Dan Je Ziet, een latenightshow op de televisiezender Nederland 3, die als experiment vijf dagen achter elkaar werd uitgezonden. Van Nieuwkerk werd uitgeroepen tot Omroepman van het Jaar 2012. In januari 2013 presenteerde Van Nieuwkerk enkele afleveringen van De Wereld Leert Door, een latenight wetenschappelijk televisieprogramma dat uitgezonden werd door de VARA.
In 2019 was Van Nieuwkerk kandidaat in de eerste uitzending van Sterren op het doek met presentator Özcan Akyol.
Op 12 februari 2020 werd aangekondigd dat Van Nieuwkerk per 27 maart dat jaar stopte met De Wereld Draait Door, alsook dat hij vanaf begin 2021 een tv-programma op de zaterdagavond zou gaan presenteren, ook voor BNNVARA. Deze show werd op 4 december 2020 aangekondigd als Matthijs gaat door.
In het najaar van 2020 was Van Nieuwkerk te gast in het programma Linda's Wintermaand van Linda de Mol op SBS6.

### Na DWDD
Van Nieuwkerk interviewde in mei 2021 koningin Máxima der Nederlanden voor de Nederlandse televisie ter gelegenheid van haar vijftigste verjaardag.
23 december 2021 interviewde hij Robbert Dijkgraaf (die toen nog geen minister was) in de eerste aflevering van Het Wetenschappelijk Jaaroverzicht. In deze uitzending stonden zij stil bij de strijd tegen de pandemie en bij belangrijke wetenschappelijke ontwikkelingen en interessante doorbraken.
Vanaf 21 mei 2022 tot zijn vertrek presenteerde hij bij BNNVARA de interactieve tv-quiz The Connection, waarin verbanden moeten worden gelegd tussen goede antwoorden op vragen.

### Kritiek

#### Zich niet houden aan afspraken; hoogte salaris
Bekende Nederlanders die in DWDD te gast waren geweest – zoals misdaadjournalist Peter R. de Vries en radiopresentator Frits Spits – gaven vanaf 2008 te kennen dat Van Nieuwkerk zich niet aan journalistieke afspraken zou hebben gehouden en dat zij niet de kans hadden gekregen om te zeggen waarvoor zij waren gekomen. Van Nieuwkerk zei zich van geen kwaad bewust te zijn.
Gedurende zijn jaren als presentator van DWDD was er met enige regelmaat kritiek op de hoogte van Van Nieuwkerks salaris. Dat zou anno 2015 ongeveer 580.000 euro (bruto) bedragen, veel meer dan de balkenendenorm. In 2022 was die norm op € 180.983 per jaar gesteld, inclusief 8% vakantiegeld en 8,3% eindejaarsuitkering.

#### Misstanden DWDD
Op 19 november 2022 verscheen in de Volkskrant een omvangrijk artikel over een klimaat van sociale onveiligheid voor medewerkers van het programma DWDD waarbinnen Van Nieuwkerk een sleutelrol zou hebben gespeeld. Een vijftigtal oud-werknemers van DWDD gaven in het artikel te kennen dat presentator Matthijs van Nieuwkerk alsook enkele eindredacteuren grensoverschrijdend gedrag hadden vertoond, waaronder extreme woedeaanvallen en publieke vernederingen van medewerkers.
Voordat het artikel werd gepubliceerd maakte Van Nieuwkerk gebruik van zijn recht op hoor en wederhoor door de Volkskrant-redactie een schriftelijke reactie te geven. De directie van BNNVARA liet hierop intern weten ontevreden te zijn met Van Nieuwkerks initiële reactie. Deze zou te weinig overeenkomen met een eerdere gezamenlijk opgestelde conceptverklaring. Dat concept zou een spijtbetuiging aan de betrokkenen hebben bevat, maar Van Nieuwkerk wijzigde deze eerdere verklaring in zijn eerste reactie door uit te halen naar een tweetal oud-collega's en de uiting van spijt weg te laten. Op aandringen van BNNVARA paste Van Nieuwkerk zijn verklaring enkele uren voor de publicatie aan. De discrepantie tussen de initiële en de uiteindelijke verklaring van Van Nieuwkerk was voor BNNVARA reden om op korte termijn met Van Nieuwkerk in gesprek te willen gaan.
Daags na publicatie van het artikel vroeg de staatssecretaris Cultuur en Media de NPO met een actieplan te komen met daarin concrete stappen om grensoverschrijdend gedrag in de toekomst te voorkomen. De NPO besloot een onderzoek in te stellen naar de misstanden bij DWDD. De NTR legde de opnamen van de Top 2000 Quiz met Van Nieuwkerk stil en trok hem terug als presentator van Top 2000 à Go-Go. Hij werd vervangen door Herman van der Zandt. Op 21 november, twee dagen na het verschijnen van het artikel, beëindigde Van Nieuwkerk in een korte verklaring, "wegens een wederzijds gebrek aan vertrouwen", zijn samenwerking met BNNVARA. De omroep gaf te kennen dit besluit te respecteren, waardoor de programma's Matthijs gaat door en Chansons vroegtijdig tot een einde kwamen. Het Wetenschappelijk Jaaroverzicht werd Astrid Joosten in handen gegeven. De presentatie van de quiz The Connection werd overgenomen door Patrick Lodiers. De Nacht van de Popmuziek wordt overgenomen door de radio-dj's Vera Siemons en Emmely de Wilt.
Op 1 september 2023 uitte Van Nieuwkerk zich voor het eerst publiekelijk over de kwestie, in een interview voor het NRC met journalist Karel Smouter. Hij gaf daarin te kennen spijt te hebben van zijn woedeaanvallen en graag naar de toekomst te willen kijken.

### Contract met RTL
Op 8 december 2023 werd bekendgemaakt dat Van Nieuwkerk – ondanks dat het onderzoek naar de misstanden bij DWDD nog liep – een contract met RTL had gesloten met de ambitie in 2024 op televisie terug te keren. RTL-programmadirecteur Peter van der Vorst zei niet langer te willen wachten op de resultaten van het onderzoek, omdat de publicatie daarvan steeds werd uitgesteld. Later bleek de vertraging mede het gevolg van de opstelling in het onderzoek door kopstukken in de affaire.
Uiteindelijk verscheen op 1 februari 2024 het rapport over omgangsvormen en sociale veiligheid bij de publieke omroep van de Onderzoekscommissie Gedrag en Cultuur Omroepen (OGCO), ‘Niets gezien, niets gehoord, niets gedaan | De zoekgemaakte verantwoordelijkheid’, waarin nieuwe meldingen over mogelijk wangedrag van Van Nieuwkerk naar voren kwamen. Na het verschijnen van het rapport maakte Van Nieuwkerk opnieuw zijn excuses. Op 5 februari 2024 maakte RTL bekend de terugkeer van Van Nieuwkerk voor onbepaalde tijd uit te stellen. Het dagelijks programma rond de Olympische Spelen in Parijs, dat hij bij RTL in de zomer van 2024 zou gaan presenteren, werd overgenomen door Humberto Tan. Ook zou hij vanaf 21 april 2024 een talkshow presenteren op zondag. Deze werd vervangen door een extra seizoen van het programma Beste Kijkers met Ruben Nicolai en Beau van Erven Dorens als presentatoren.
Op 3 juli 2024 maakten RTL en Van Nieuwkerk bekend definitief uit elkaar te gaan. Van Nieuwkerk verkoos 'de vrijheid in zijn leven' uiteindelijk boven het creëren van nieuwe programma's voor de zendergroep.

### Overzicht televisie
| Carrièreoverzicht | Carrièreoverzicht      | Carrièreoverzicht                    | Carrièreoverzicht |
| Jaar              | Programma              | Organisatie (Zender)                 | Functie           |
| ----------------- | ---------------------- | ------------------------------------ | ----------------- |
| 2001              | Prima Vista            | VPRO                                 | Presentator       |
| 2001              | De Gids                | BNNVARA                              | Presentator       |
| 2001              | Popquiz à Go-Go        | NTR (NPO 3)                          | Presentator       |
| 2002–2021         | Top 2000 à Go-Go       | NTR (NPO 3)                          | Presentator       |
| 2003–             | Top 2000 in Concert    | NTR (NPO 3)                          | Presentator       |
| 2003              | FC Godenzonen          | AT5                                  | Presentator       |
| 2002–2003         | NOVA: Nederland Kiest  | NTR (NPO 3)                          | Presentator       |
| 2003–2008         | Holland Sport          | VPRO (NPO 3)                         | Presentator       |
| 2004–2005         | TV3                    | NTR (NPO 3)                          | Presentator       |
| 2005–2020         | De Wereld Draait Door  | BNNVARA (NPO 32005–13, NPO 12013–20) | Presentator       |
| 2006–2022         | Nacht van de Popmuziek | NTR (NPO 3)                          | Presentator       |
| 2007              | De zomer draait door   | BNNVARA (NPO 3)                      | Presentator       |
| 2012–2019         | DWDD University        | BNNVARA                              | Presentator       |
| 2013              | De Wereld Leert Door   | BNNVARA (NPO 3)                      | Presentator       |
| 2018              | Moby Dick              | BNNVARA                              | Presentator       |
| 2019              | College Tour           | BNNVARA (NPO 1)                      | Presentator       |
| 2020–2022         | Matthijs gaat door     | BNNVARA (NPO 1)                      | Presentator       |
| 2021              | Popquiz                | VTM                                  | Presentator       |
| 2021              | Máxima 50 Jaar         | NOS (NPO 1)                          | Presentator       |
| 2021–2022         | Chansons!              | BNNVARA (NPO 1)                      | Presentator       |
| 2022              | POP22                  | BNNVARA (NPO 1)                      | Presentator       |
| 2022              | The Connection         | BNNVARA (NPO 1)                      | Presentator       |

Andere tv-optredens:
- Van Nieuwkerk trad in het Sinterklaasjournaal in 2020 op als burgemeester van de fictieve plaats Zwalk bij de landelijke intocht van Sinterklaas.[29][30]
- In december 2020 was Van Nieuwkerk een van de gasten in Linda's Wintermaand op SBS6.

### Andere media
Van Nieuwkerk richtte in 1994 samen met Henk Spaan het voetbaltijdschrift Hard gras op. In het kader van Hard gras gaf hij enkele boeken uit. Tot op heden is hij nog steeds medeverantwoordelijk voor de hoofdredactie, samen met Spaan en Hugo Borst. Zijn interesse voor voetbal uit zich verder hoofdzakelijk in het feit dat hij voetbalt bij voetbalvereniging Buitenveldert, onder meer met collega Frits Barend. Verder beoefende hij in zijn vrije tijd onder meer judo, volleybal, honkbal en cricket.
Behalve bij de televisie en het voetbaltijdschrift Hard gras is Van Nieuwkerk ook op andere fronten actief. Hij had een column in J/M en heeft een bijdrage geleverd aan het J/M-boek Vaders - Portretten van bekende Nederlandse vaders. Sinds 2003 presenteert hij elke avond een talkshow tijdens het Nederlands Film Festival te Utrecht en in 2005 leidde hij enkele gesprekken tijdens de Uitmarkt te Amsterdam. Hij speelde een journalist (Johan Vermeer) in de aflevering van Baantjer 'De Cock en de man die weg wilde'. Ook was hij samen met onder meer collega-presentatoren Jeroen Pauw en Paul Witteman te zien in de film Vox populi van regisseur Eddy Terstall, deed in 2009 één aflevering mee aan het in Vlaanderen populaire spelprogramma De Slimste Mens ter Wereld en speelde zichzelf in seizoen 1, aflevering 5, van De Luizenmoeder.
In het najaar van 2024 vertolkte Van Nieuwkerk de rol van agent in de bioscoopfilm Opa Cor.

## Prijzen en nominaties
Eind maart 2007 won Van Nieuwkerk BNN's De hoofdprijs voor beste presentator. Hij werd tussen 2006 en 2010 vijf jaar achtereen genomineerd voor de Zilveren Televizier-Ster Man. In 2007 won hij met DWDD de Gouden Televizier-Ring.
Ook in Vlaanderen werd Van Nieuwkerk populair. In 2010 en 2011 werd hij twee keer achter elkaar tijdens Humo's Pop Poll verkozen als Bekwaamste tv-figuur (internationaal). Hiermee nam hij de fakkel over van Nederlands collega-presentator Paul de Leeuw, die tot dan toe de medaille jarenlang in ontvangst mocht nemen.
Op 24 maart 2020, in de afsluitende week van zijn programma DWDD, werd  Van Nieuwkerk verrast met het gouden Vriend van het Boek-speldje. Hij kreeg deze voor het vaak bespreken van boeken en promoten van lezen in zijn uitzending. Hij mag zich nu 'Vriend van het Boek' noemen.
Op 21 mei 2020 werd de Ere Zilveren Nipkowschijf aan hem toegekend.
Met de boeken Aznavour (2015) en Chansons! (2021, co-auteur Rob Kemps) behaalde Van Nieuwkerk enige weken respectievelijk de 17e en 2e plaats in de Bestseller 60-notering.

## Persoonlijk leven
In 1986 trouwde Van Nieuwkerk met een dochter van Jeanne van Munster. In 2021 scheidden zij. Met haar heeft hij een zoon, filmregisseur Kees van Nieuwkerk, en een dochter, gezondheid- en foodjournalist Jet van Nieuwkerk. In december 2024 trouwde hij met ANP-directeur Martha Riemsma. Hij is een volle neef van cabaretier Hans Sibbel.